# Stuhlfelden
Stuhlfelden is een gemeente in de Oostenrijkse deelstaat Salzburger Land, en maakt deel uit van het district Zell am See.
Stuhlfelden telt 1585 inwoners.
Bramberg am Wildkogel ·
Bruck an der Großglocknerstraße ·
Dienten ·
Fusch an der Großglocknerstraße ·
Hollersbach im Pinzgau ·
Kaprun ·
Krimml ·
Lend ·
Leogang ·
Lofer ·
Maishofen ·
Maria Alm ·
Mittersill ·
Neukirchen am Großvenediger ·
Niedernsill ·
Piesendorf ·
Rauris ·
Saalbach-Hinterglemm ·
Saalfelden ·
St. Martin bei Lofer ·
Stuhlfelden ·
Taxenbach ·
Unken ·
Uttendorf ·
Viehhofen ·
Wald im Pinzgau ·
Weißbach bei Lofer ·
Zell am See
- Gemeinsame Normdatei: 4480985-2
- Virtual International Authority File: 248715133
- WorldCat: E39PBJh8R8DYDGMcHQ8dQV63Qq